# Hemilophia franchetii
Hemilophia franchetii là một loài thực vật có hoa trong họ Cải. Loài này được Al-Shehbaz mô tả khoa học đầu tiên năm 1999.